# Lov z orli
Lov z orli je tradicionalna oblika sokolarstva, ki ga najdemo po vsej evrazijski stepi, ki ga izvajajo Kazahi in Kirgizi v sodobnem Kazahstanu in Kirgizistanu, pa tudi v diasporah v provinci Bayan-Ölgii v Mongoliji in Xinjiang na Kitajskem. Čeprav so ti ljudje najbolj znani po lovu s planinskimi orli, so bili znani kot trenerji kraguljev,  sokolov selcev, sokolov plenilcev in drugih ujed.

## Izrazoslovje
Tako v Kazahstanu kot v Kirgizistanu obstajajo ločeni izrazi za tiste, ki lovijo s plenilci na splošno in tistimi, ki lovijo z orli.
V Kazahstanu se qusbegi in sayatši na splošno tisti, ki lovijo s sokoli. Qusbegi izhaja iz besed qus ('ptica') in bek ('gospodar'), kar se dobesedno prevaja kot 'gospodar ptic'. Kush begi je bil v stari turščini naslov, ki se je uporabljal za najbolj spoštovane kanove svetovalce, kar je odraz cenjene vloge dvornega sokolarja. Sajatši izhaja iz besede sajat ('sokolarstvo') in pripone -shy, ki se uporablja v strokovnih naslovih v turških jezikih. Kazahstanska beseda za lovce, ki lovijo z orli, je búrkitshy, od búrkit ('planinski orel'), medtem ko je beseda za tiste, ki uporabljajo sokole, qarshyghashy, iz qarshygha ('kragulj').
V Kirgizistanu je splošna beseda za sokolarje münüshkör. Sokolar, ki posebej lovi z orli, je bürkütchü, iz bürküt ('planinski orel').

## Zgodovina

### Kitani
Med letoma 936–45 so Kitani, nomadsko ljudstvo iz Mandžurije, osvojili del severne Kitajske in ji vladali kot dinastija Liao. [3] Leta 960 je Kitajsko obvladovala dinastija Song. Ta že od svojih začetkov ni mogla popolnoma nadzorovati Kitanov, ki so že prevzeli velik del kitajske kulture. V celotni svoji 300-letni vladavini Kitajski je morala dinastija Song plačevati tribut Kitanom, da so  preprečili osvojitev dodatnega ozemlja Songov. [5] Kljub temu, da so Kitani asimilirali kitajsko kulturo, so ohranili številne nomadske tradicije, vključno z lovom z orli [6].

### Jurčeni
Številna plemena Jurčenov so lovili z hai dong qing (arktični sokol), Kitani so jim s silo poskušali vzeti lov na orla, vendar se to ni končalo v prid Kitanov. Jurčeni so se uprli, zmagali in še naprej izvajali lov hai dong qinga, ki so lovili prej.

### Kirgizi
Leta 1207 so se kirgiški nomadi predali Džingiskanovemu sinu Jočiju. Pod mongolsko vladavino so Kirgizi ohranili svojo nomadsko kulturo in tradicijo sokolarstva. 
Arheologi izsledijo sokolarstvo v Srednji Aziji do prvega ali drugega tisočletja pred našim štetjem.

### Kazahi
V obdobju komunizma je veliko Kazahov pobegnilo v Mongolijo , se naselilo v provinci Bayan-Ölgii in s seboj prineslo svojo tradicijo lova z orli. V Bayan-Ölgii, ki je v gorovju Altaj v zahodni Mongoliji, je približno 250 lovcev na orle. Njihova sokolska navada vključuje lov s planinskimi orli na konju, lovijo pa predvsem rdeče lisice in stepske lisice. Orle uporabljajo za lov na lisice in zajce v hladnih zimskih mesecih, ko jih je lažje videti na snegu. Vsak oktober se lovci prikažejo s svojimi pticami na letnem Festivalu planinskega orla. Čeprav se je kazahstanska vlada trudila, da bi izvajalce teh običajev privabila nazaj v Kazahstan, je večina Kazahov ostala v Mongoliji.

## Metoda dresure
Večina lovcev je moških. Ta umetnost se prenaša od očeta do sina. Vajenci trenirajo najprej z majhnimi pticami, kot sta skobec in škrjančar, nato pa ga preizkusijo s kraguljem, sokolom plenilcem, sokolom selcem in arktičnim sokolom. Konec jeseni ujamejo mladega orla, ki že zna jesti, z mrežo in vabo - golobom ali jerebico. Nato ga nekaj dni pustijo stradati, dokler ne sprejme, da bo jedel v rokah človeka. Nato začnejo z dejanskim treningom, ptiča vzamejo na plano s trakom in ga treniramo, da napade nagačeno lisico (v preteklosti so v ta namen uporabljali žive pse). Vsak napad je nagrajen s kosom mesa. Oblikovanje ptice lahko traja več mesecev, celo več let.

## Trenutna praksa
Trenutno je v Kazahstanu le približno dvajset lovcev, ki svoje veščine prikazujejo na ljudskih festivalih in drugih prireditvah, saj je odvzem divjih ptic iz narave postal nezdružljiv z veljavnimi zakoni in miselnostjo.
Lov z orli v Mongoliji postopoma izginja.
Vendar lovci v teh dneh doživljajo preporod, predvsem po zaslugi promocije etničnih športov. Nacionalna športna zveza v Kazahstanu to tradicijo resnično podpira. V Kirgizistanu je dejavnost poudarjena tudi na področju turizma.